# Колумбийска вълнеста маймуна
Колумбийската вълнеста маймуна (Lagothrix lugens) е вид бозайник от семейство Паякообразни маймуни (Atelidae). Видът е критично застрашен от изчезване.

## Разпространение и местообитание
Разпространен е в Колумбия.